# Trolla (berg)
Trolla is een berg met diverse toppen in het gebergte Trollheimen in de provincie Møre og Romsdal in Noorwegen.
De toppen zijn:
- Store Trolla (1850 m), hoogste top in Trollheimen
- Nordre Trolla (1800 m), 600 meter ten noordwesten van Store Trolla
- Søndre Trolla (1740 m), 800 meter ten zuidoosten van Store Trolla